# Torre da Margueira
A Torre da Margueira é um edifício com 312 metros de altura e 80 andares proposto para existir em Almada, o projecto foi chumbado pela presidente de câmara, Maria Emília de Sousa.
Se fosse construído agora, tornar-se-ia o maior arranha-céu da União Europeia, à frente do actual líder Shard London Bridge, em Londres, com 309 metros (apenas menos 3 metros de diferença). Entre os projectos actuais, é o segundo maior, ficando apenas abaixo da Torre do Milénio, em Frankfurt, com 369 metros, já aprovada.